# 사가역
사가역(일본어: 佐賀駅)은 일본 사가현 사가시에 위치한 철도역이다. 니시큐슈 신칸센이 운행 예정에 있다.

## 타는 곳
| 1 | ■ 나가사키 본선(하행)                        | 히젠야마구치·히젠카시마·이사하야·하이키 방면 |
| 1 | ■ 나가사키 본선(상행)                        | 간자키·도스 방면                             |
| 1 | ■ 가라쓰 선                                  | 다쿠·가라쓰 방면                             |
| 2 | ■ 특급 가모메 호                             | 이사하야·나가사키 방면                       |
| 2 | ■ 특급 미도리 호, 하으스텐보스 호            | 하이키·사세보·하우스텐보스 방면              |
| 2 | ■ 나가사키 본선(하행)                        | 히젠야마구치·히젠카시마·이사하야·하이키 방면 |
| 3 | ■ 특급 가메모 호                             | 도스·하카타 방면                             |
| 3 | ■ 나가사키 본선(하행)                        | 히젠야마구치·히젠카시마·이사하야·하이키 방면 |
| 3 | ■ 나가사키 본선(상행)                        | 간자키·도스 방면                             |
| 3 | ■ 가라쓰 선                                  | 다쿠·가라쓰 방면                             |
| 4 | ■ 특급 가모메 호, 미도리 호, 하우스텐보스 호 | 도스·하카타 방면                             |
| 4 | ■ 나가사키 본선(상행)                        | 간자키·도스 방면                             |

## 역세권 정보
- 사가 시역소 (市役所)
- 국도 제264호선
- 사가현청 (縣廳)
- 국도 제34호선

## 역사
- 1891년 8월 20일: 영업을 개시함.
- 1976년 2월 19일: 입페화됨.
- 1987년 3월 28일: 사가 선이 폐지됨.

## 사진

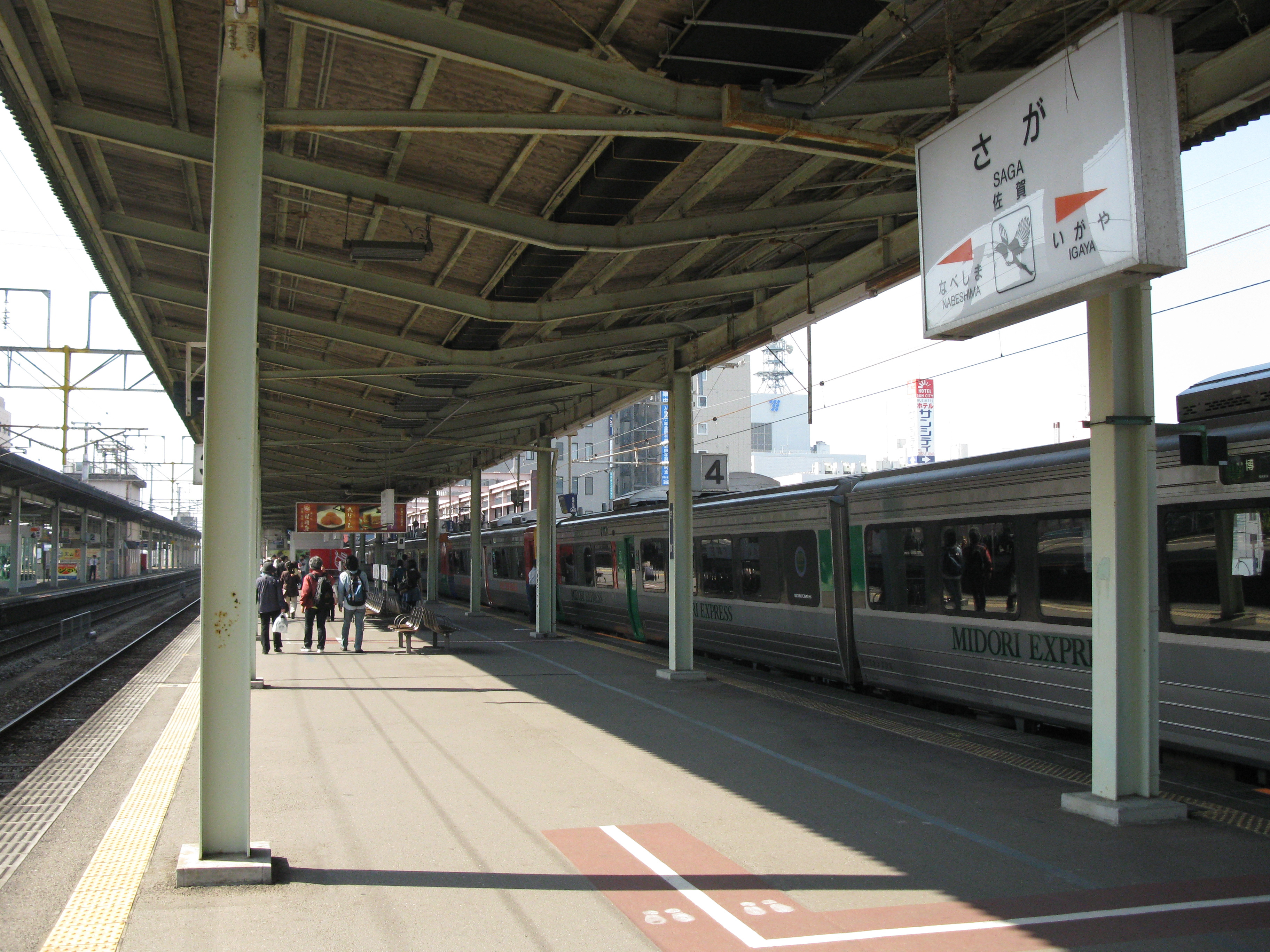
3번·4번 승강장 모습(2009년 10월 31일)
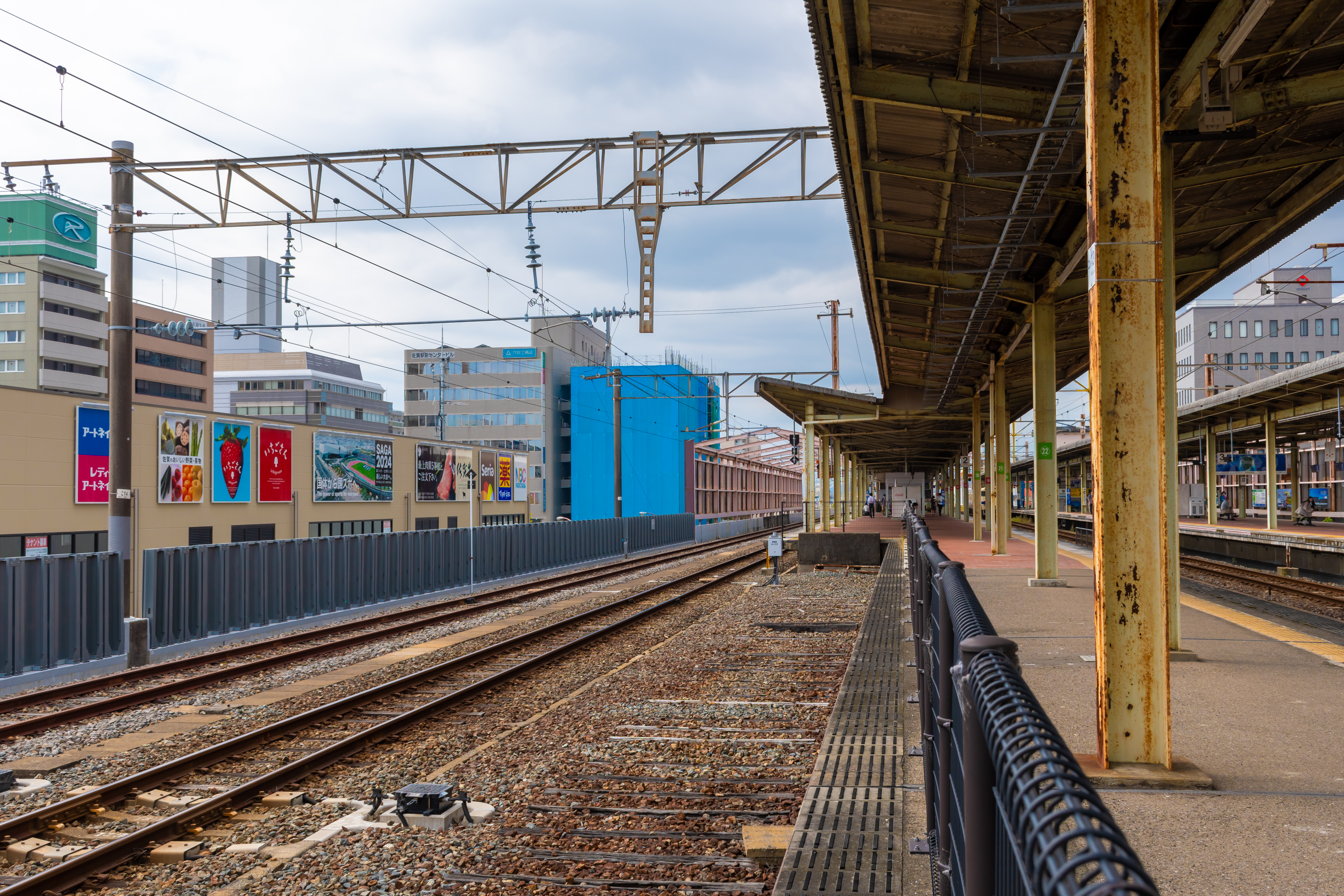
사가 선 승강장 터(2021년 10월)

## 인접역
| 규슈 여객철도 ■ 나가사키 본선 | 규슈 여객철도 ■ 나가사키 본선 | 규슈 여객철도 ■ 나가사키 본선 |
| ----------------------------- | ----------------------------- | ----------------------------- |
| 이가야 도스 방면              | 보통                          | 나베시마 나가사키 방면        |